# Acronicta ardjuna
Acronicta ardjuna är en fjärilsart som beskrevs av Walter Karl Johann Roepke 1941. Acronicta ardjuna ingår i släktet Acronicta och familjen nattflyn. Inga underarter finns listade i Catalogue of Life.